# Montfortia emarginata
Montfortia emarginata is een slakkensoort uit de familie van de Gathorens. De wetenschappelijke naam van de soort is voor het eerst geldig gepubliceerd in 1825 door Blainville.

## Beschrijving
Het gemiddelde formaat van de schelp van een volwassen dier is tussen de 20 en 40 mm.